# Sam bông nam
Dẻ tùng nam hay sam bông nam (danh pháp: Amentotaxus poilanei) là loài thực vật thuộc họ Thông đỏ.
Đây là loài đặc hữu của Việt Nam.
Môi trường sống tự nhiên của chúng là các khu rừng núi đá vôi ẩm nhiệt đới và cận nhiệt đới. Sam bông nam đang bị đe dọa mất môi trường sống.